# Chuck Palahniuk
Charles Michael »Chuck« Palahniuk, ameriški pisatelj, * 21. februar 1962, Pasco, Washington, Združene države Amerike.
Znan je kot pisatelj prestopniške literature, in neodvisni novinar. Najbolj znan je po nagrajenem romanu Klub golih pesti, po katerem je bil posnet tudi film.

## Začetki
Palahniuk se je rodil v Pascu, v zvezni državi Washington, materi Carol in očetu Fredu. Starša sta se kasneje ločila, zato je Chuck pogosto živel pri starih starših. Dedek po očetovi strani se je v ZDA preselil iz Ukrajine leta 1907.
Chuck Palahniuk je obiskoval novinarsko šolo v Oregonu in diplomiral leta 1986. Med študijem je delal za lokalno postajo nacionalnega radia NPR, kmalu zatem pa se je preselil v Portland. Kratek čas je pisal za lokalni časopis, nato pa je delal kot mehanik za avtoprevoznika. V prostem času je bil prostovljec v zavetišču za brezdomce in nudil prevoz smrtno bolnim v hospicu.
Chuck je gej, kar pa je uspešno skrival, dokler ni off the record priznal novinarki. Ker se je zbal, da bo priznanje objavila, je na svoji spletni strani sam priznal svojo istospolno usmerjenost.

## Kariera
Leposlovje je Palahniuk začel pisati sredi svojih tridesetih, ko se je udeleževal pisateljskih delavnic, kamor je sprva šel, da bi spoznal nove ljudi. Njegov mentor je bil pisatelj Tom Spanbauer, ki ga je tudi navdušil za minimalistični slog pisanja.
Ko je hotel objaviti svoj prvi roman, Invisible Monsters, so ga zavrnili zaradi moteče vsebine, kar ga je pripravilo do tega, da je napisal naslednji roman, Klub golih pesti, le zato, da bi založniku pokazal, da lahko napiše še bolj kontroverzen roman. Klub golih pesti je pravzaprav razširjena kratka zgodba, ki jo je bil napisal pred časom (ta je postala šesto poglavje romana).
Najprej je imel veliko težav dobiti zastopnika, ki ga je dobil šele po objavi Kluba golih pesti in povečanem zanimanju studia 20th Century Fox. Film so posneli leta 1999, tri leta po izdaji romana, ki pa kljub bleščečim imenom (Brad Pitt, Edward Norton in režiser David Fincher) ni bil posebej uspešen. Po izidu na DVD je naposled dobil zaslužen kultni status, zaradi česar je tudi priljubljenost romana skokovito narastla.
Leto 1999 je prineslo tudi grozljivo tragedijo, ko je Chuckovega očeta in njegovo punco ubil bivši fant slednje, Dale Shackleford. Leta 2001 je bil Shackleford spoznan za krivega, Chuck pa je začel pisati roman Lullaby, da bi se lahko spopadel z dilemo ali naj dovoli usmrtitev Shackleforda. Roman govori o starodavni uspavanki, ki ubija že, če se jo ponovi v mislih.

## Slog pisanja
Pred romanom Lullaby so bili Palahniukovi liki ljudje, ki jih je družba izobčila, na kar se odzovejo s samouničevalno agresijo (oblika zgodbe, ki jo sam avtor rad uvršča v slog prestopniškega leposlovja). Odtlej so njegovi romani mešanica satire, grozljivk in humorja, začenši z Lullaby.
Palahniukove zgodbe se pogosto začnejo in medias res, na koncu dogajanja, ko se protagonist spominja dogodkov, ki so pripeljali do začetka zgodbe. Vsak njegov roman vsebuje velik preobrat proti koncu knjige, ki je povezan s tem začetkom na koncu (čemur avtor pravi "skrita pištola").
Na njegov slog pisanja so vplivali pisatelji, kot so Tom Spanbauer (ki je bil njegov mentor od 1991 do 1996), Amy Hempel, Mark Richards, Denis Johnson, Thom Jones in Bret Easton Ellis. Sam je v intervjuju dejal, da ima raje glagole kot pridevnike, uporablja pa omejen besednjak in kratke stavke, da oponaša slog pripovedovanja povprečne osebe. Njegovi liki velikokrat padejo v filozofske razprave in bralcu ponudijo številne teorije in mnenja, ki so na prvi pogled čudna, predvsem pa ljudomrzniška in temačno absurdna. Ponavljajoče teme so smrt, morala, otroštvo, starševstvo, spolnos in bog.
Veliko idej, ki se pojavijo v romanih Chucka Palahniuka, izvirajo v mislecih, kot sta Michel Foucault in Albert Camus. 
Ko ne piše leposlovja, se Palahniuk ukvarja s strokovno literaturo. Dela kot neodvisni novinar in piše eseje in poročila.

## Kritike
Vsebina Palahniukovih del je avtorju prislužila sloves nihilista. Palahniuk sicer zavrača takšne oznake in trdi, da je romantik. Njegova dela naj bi bila videti nihilistična, ker izražajo ideje, s katerimi se drugi ne strinjajo.

## Nagrade
- 1997: Pacific Northwest Booksellers Association Award (za Klub golih pesti)
- 1997: Oregon Book Award za najboljši roman (za Klub golih pesti)
- 2003: Pacific Northwest Booksellers Association Award (za Lullaby)

### Leposlovje
- Fight Club (1996)
- Survivor (1999)
- Invisible Monsters (1999)
- Choke (2001)
- Lullaby (2002)
- Diary (2003)
- Haunted (2005)
- Rant (2007)
- Snuff (2008)
- Pygmy (2009)
- Tell-All (2010)
- Damned (2011)
- Invisible Monsters Remix (2012)
- Doomed (2013)
- Beautiful You (2014)
- Make Something Up (2015)
- Fight Club 2 (2015) (roman v stripu)
- Adjustment Day (2018)
- Fight Club 3 (2019) (roman v stripu)
- The Invention of Sound (2020)

### Kratke zgodbe
- "Negative Reinforcement" v Modern Short Stories (1990)
- "The Love Theme of Sybil and William" v Modern Short Stories (1990)
- "Insiders" v Best Life (2007)
- "Mister Elegant" v VICE Magazine (2007)
- "Fetch" v Dark Delicacies III (2009)
- "Loser" v Stories (2010)
- "Knock, Knock" v Playboyu (2010)
- "Romance" v Playboyu (2011)
- "Phoenix" (2013)
- "Cannibal" v Playboyu (2013)
- "Zombie" v Playboyu (2013)
- "Let's See What Happens" v Nightmare Magazine, Izdaja 37 (2015)
- "One Day You'll Thank Me" v Fangorii, Št. 2, Izdaja 1 (2018)

### Strokovna literatura
- Fugitives and Refugees: A Walk in Portland, Oregon (2003)
- Stranger than Fiction: True Stories (2004)
- You Do Not Talk About Fight Club: I Am Jack's Completely Unauthorized Essay Collection (2008) (uvodna beseda)
- Consider This: Moments In My Writing Life After Which Everything Was Different (2020)

### Filmi
- Fight Club (1999)
- Choke (2008)
- Romance (2013)

### Prevedene v slovenščino
- Klub golih pesti (2000, prevedel Jure Potokar)